# Rivolta a Fort Laramie
Rivolta a Fort Laramie (Revolt at Fort Laramie) è un film del 1957 diretto da Lesley Selander.
È un western statunitense con John Dehner, Gregg Palmer, Frances Helm e Don Gordon.

## Produzione
Il film, diretto da Lesley Selander su una sceneggiatura di Robert C. Dennis, fu prodotto da Howard W. Koch per la Bel-Air Productions e la Prospect Productions e girato a Kanab, Utah (tra le location il Kanab Movie Fort), da metà maggio a fine maggio 1956. Il titolo di lavorazione fu  Fort Laramie.

## Distribuzione
Il film fu distribuito con il titolo Revolt at Fort Laramie negli Stati Uniti nel marzo 1957 al cinema dalla United Artists.
Altre distribuzioni:
- in Finlandia il 9 agosto 1957 (Siouxit sotapolulla)
- in Germania Ovest il 22 novembre 1957 (Fort Laramie)
- in Austria nell'aprile del 1958 (Fort Laramie)
- in Svezia il 19 ottobre 1959 (Revolt i Fort Laramie)
- in Italia (Rivolta a Fort Laramie)
- in Belgio (Le fort de la révolte)
- in Spagna (Rebelión en Fort Laramie)
- in Francia (Révolte à Fort Laramie)
- in Turchia (Kalede isyan)

## Critica
Secondo il Morandini il film è un "western di routine".

## Promozione
Le tagline sono:
- THIS WAS THE DAY THE REBEL, THE YANKEE AND THE SIOUX SMASHED HEAD-ON IN THE BLOODIEST THREE-WAY BATTLE IN HISTORY!
- ...THIS TIME IT WAS DIFFERENT...THIS TIME SOLDIER WAS MASSACRING SOLDIER IN A FLAMING REBELLION AT FORT LARAMIE!
- NOW THE WATCHING SIOUX EYES LEAPED ALIVE WITH LUST...NOW THE FIRE-LANCES WERE LIT...AND A MORE TERRIFYING MASSACRE BEGAN!
- WHEN THE SCREAMING SIOUX HIT FORT LARAMIE FROM THE OUTSIDE..AND SOLDIER WAS MASSACRING SOLDIER INSIDE!